# مونتي محسن
مونتي محسن هو لاعب كرة قدم كندي، ولد في 13 يونيو 2000 في أوتاوا في كندا. لعب مع أوتاوا فيوري.

## وصلات خارجية
- مونتي محسن على موقع قاعدة بيانات كرة القدم.إي يو (الإنجليزية)
- مونتي محسن على موقع Soccerway.com (الإنجليزية)